# Liste der Monuments historiques in Gignac
Die Liste der Monuments historiques in Gignac führt die Monuments historiques in der französischen Gemeinde Gignac im Département Vaucluse auf.

## Liste der Bauwerke
| Bezeichnung | Beschreibung | Standort             | Kennzeichnung | Schutzstatus | Datum | Bild           |
| ----------- | ------------ | -------------------- | ------------- | ------------ | ----- | -------------- |
| Schloss     |              | 11 La Placeto (Lage) | PA84000012    | Inscrit      | 1997  | weitere Bilder |